# Parveen Shakir
Parveen Shakir (* 24. November 1952 in Karachi; † 26. Dezember 1994) war eine pakistanische Lyrikerin, Pädagogin und Regierungsangestellte.

## Biografie
Shakir studierte englische Literatur und Linguistik. Sie arbeitete neun Jahre lang als Lehrerin, bevor sie Beamtin der pakistanischen Zollbehörde wurde. 1990 lehrte sie am Trinity College in Connecticut, USA. 1991 erlangte sie an der Harvard University einen Magistergrad in öffentlicher Verwaltung.
Sie war mit dem Arzt Naseer Ali verheiratet, von dem sie sich später scheiden ließ. 1994 starb sie im Alter von 42 Jahren in einem Verkehrsunfall. Sie hinterließ einen Sohn, Syed Murad Ali.

## Lyrik
Ihre Gedichte brachten einen frischen Atem in die Urdu-Lyrik. Sie schrieb in der femininen ersten Person, die selbst von Frauen in der auf Urdu verfassten Lyrik nur selten verwendet wird. Sie thematisierte die weibliche Perspektive der Liebe und damit zusammenhängende soziale Aspekte. Von der Kritik wurde sie mit der iranischen Lyrikerin Forugh Farrochzad verglichen.
Ihr erstes Buch Khushboo wurde mit dem Adamji Award, Pakistans höchstem Literaturpreis, ausgezeichnet. Später erhielt sie den Pride-of-Performance-Preis.

## Bücher
Liste der von Parveen Shakir veröffentlichten Bücher in chronologischer Reihenfolge, jeweils gefolgt von einer Übersetzung in Kursivschrift.
- Khushboo (1976) – Duft
- Sad-barg (1980) – Immergrün
- Khud-kalaami (1990) – Selbstgespräch
- Inkaar (1990) – Verweigerung
- Maah-e-Tamaam (1994) – Vollmond